# ویلیام میکلبرنسیس
ویلیام میکلبرنسیس (انگلیسی: William Mikelbrencis؛ زادهٔ تاریخ ورودی نامعتبر است) بازیکن فوتبال است.
وی همچنین در تیم‌های ملی فوتبال France national under-16 football team و زیر ۱۸ سال فرانسه بازی کرده‌است.